# Leiurus
Leiurus là một chi bọ cạp trong họ Buthidae. Loài phổ biến nhất của chi này, Leiurus quinquestriatus, thường được biết đến với tên gọi Deathstalker (Tiếng gọi tử thần). Chúng được tìm thấy chủ yếu ở các vùng Bắc Phi và Trung Đông.

## Danh sách loài
- Leiurus abdullahbayrami Yagmur, Koc & Kunt, 2009
- Leiurus jordanensis Lourenço, Modry & Amr, 2002
- Leiurus nasheri Kovařík, 2007
- Leiurus quinquestriatus (Ehrenberg, 1828) (type species)
- Leiurus savanicola Lourenço, Qi & Cloudsley-Thompson, 2006